# Шептицький Ігор Олексійович
І́гор Олексі́йович Шепти́цький (22 листопада 1968 — 3 вересня 2014) — український військовик, вояк Добровольчого Українського корпусу «Правий сектор».

## Життєпис
Народився 1968 року в місті Київ. Закінчив київську ЗОШ № 25. Проживав з родиною у м. Києві; займався підприємницькою діяльністю. З початків війни на Донбасі — доброволець, вояк 5-го окремого батальйону Добровольчого Українського Корпусу «Правий сектор», псевдо «Шип».
Помер від тяжкого поранення, якого зазнав при мінометному обстрілі терористами поблизу селища Піски.
Залишилась дружина Елеонора Олександрівна та син 2004 р.н.
Похований у місті Києві, Берковецьке кладовище.

## Нагороди і вшанування
- Нагрудний знак «За оборону Донецького аеропорту» (посмертно);
- Орден «За мужність» III ступеня (посмертно)[1];
- Відзнака «Бойовий Хрест Корпусу» (посмертно, № відзн. 005. Наказ № 80/17 від 16 грудня 2017 року).
- У київській ЗОШ № 25 відкрито меморіальну дошку випускнику Ігорю Шептицькому.
- Його портрет розміщений на меморіалі «Стіна пам'яті полеглих за Україну» у Києві: секція 4, ряд 8, місце 9